# Littorina (Schiff)
Die Littorina ist ein deutscher Forschungskutter. Das Schiff gehört dem Land Schleswig-Holstein. Betrieben wird es vom Helmholtz-Zentrum für Ozeanforschung Kiel (GEOMAR) zusammen mit der Christian-Albrechts-Universität zu Kiel. Bereedert wird das Schiff von Briese Research in Leer.

## Geschichte und Einsatz
Der Kutter wurde 1974/75 unter der Baunummer 125 auf der Schiffswerft Julius Diedrich in Oldersum gebaut. Die Kiellegung erfolgte am 23. November 1974, der Stapellauf fand am 18. April 1975 statt. Das Schiff wurde im Juni fertiggestellt und am 27. Juni 1975 in Dienst gestellt. Gebaut wurde der Kutter, der 3,4 Millionen DM gekostet hat, für den Sonderforschungsbereich (SFB) 95 („Wechselwirkungen von Meerwasser und Meeresboden“) der Deutschen Forschungsgemeinschaft (DFG), die den Bau auch finanziert hat, um die bis dahin angefallenen Charterkosten für Schiffe aufzufangen.
Nach dem Auslaufen des Sonderforschungsbereichs übernahm die Universität Kiel das Schiff.
Heute wird der Kutter, der über einen Aktionsradius von circa 2.000 Seemeilen verfügt, für Meeresforschung und Probenentnahmen im Flachwasserbereich bis zu einer Tiefe von 500 Metern eingesetzt. Er bietet neben der fünfköpfigen Besatzung bei Mehrtagesfahrten sechs Wissenschaftlern Platz. Bei Eintagesfahrten finden bis zu zwölf Wissenschaftler Platz an Bord. Haupteinsatzgebiet sind die Nord- und Ostsee, der Kutter kann aber auch im Englischen Kanal und entlang der norwegischen Küste bis zu den Lofoten eingesetzt werden.

## Technische Daten und Ausstattung
Angetrieben wird der Kutter von einem Zwölfzylinder-Viertakt-Dieselmotor von Klöckner-Humboldt-Deutz (Typ: SBA 12 M 816 U) mit 418 kW Leistung, der über ein Untersetzungsgetriebe auf einen Verstellpropeller wirkt. Der Kutter ist mit einem elektrisch angetriebenen Bugstrahlruder ausgestattet. Für die Stromversorgung an Bord stehen zwei MWM-Dieselgeneratoren (Typ: D 226-4) zur Verfügung.
Auf dem Hauptdeck befinden sich unterhalb der Brücke ein Labor, die Kombüse sowie weitere Funktionsräume. Auf dem unter dem Hauptdeck liegenden Zwischendeck befinden sich der Maschinenraum, sieben Kammern für Besatzung und Wissenschaftler sowie ein Aufenthaltsraum.
Die Littorina ist mit einem Taucherraum mit Kompressor ausgerüstet. Ferner steht ein Schlauchboot an Bord zur Verfügung. Dadurch eignet sich der Kutter auch für Lehrgänge und Arbeiten der Forschungstauchgruppe des Instituts für Geowissenschaften an der Universität Kiel.
Auf dem offenen Hauptdeck befindet sich als Hebewerkzeug ein NMF-Kran. An Deck kann auch ein 10-Fuß-Container mitgeführt werden, der als Lager- oder Laborcontainer genutzt werden kann.

## Sonstiges
Benannt ist der Kutter nach der Strandschnecke, deren wissenschaftlicher Name Littorina ist.
Das GEOMAR betreibt außer dem Forschungskutter Littorina auch das Forschungsschiff Alkor sowie das Forschungsboot Polarfuchs.
Von Graupner Modellbau gab es einen Bausatz für ein ferngesteuertes Modell der Littorina (Maßstab 1:43, circa 0,69 m lang).